# Barbara Schack
Barbara Schack, auch Betty, (geboren als Barbara Dietlov, 17. April 1873 in Eger, Österreich-Ungarn; gestorben 27. Oktober 1958 in Moosburg) war eine tschechoslowakische sozialdemokratische Politikerin.

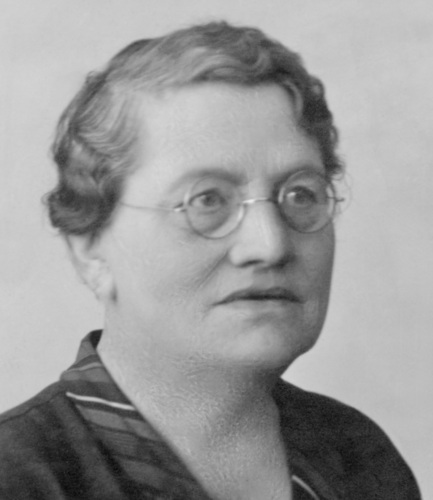
Barbara Schack (ohne Datum)

## Leben
Barbara Dietlov heiratete 1894 den Schuhmacher Josef Engelbert Schack und war das erste weibliche Mitglied des Allgemeinen Bildungsvereins in Eger. 1895 war sie Mitgründerin des Arbeiterinnen-Bildungsvereins. Nach Gründung der Tschechoslowakei 1918 wurde sie Mitglied der Deutschen sozialdemokratischen Arbeiterpartei in der Tschechoslowakischen Republik (DSAP), sie wurde Parteiobfrau im Kreis Eger. Schack wurde für die DSAP in den Stadtrat von Eger gewählt und in die Bezirksvertretung Eger. 
Bei der Wahl zum Senat 1929 wurde sie als Ersatzfrau im Wahlkreis Laun nominiert und wurde 1933 Nachrückerin für den verstorbenen Sozialdemokraten Anton Jarolim. Ihr Mandat endete 1935.
Nach der deutschen Besetzung des Sudetenlandes 1938 infolge des Münchner Abkommens war sie als Sozialdemokratin für fünf Monate inhaftiert.
Schack wurde 1945 aus der Tschechoslowakei vertrieben und lebte bis zu ihrem Tod 1958 im Notaufnahmelager für Vertriebene in Moosburg.